# 大久保原遺跡

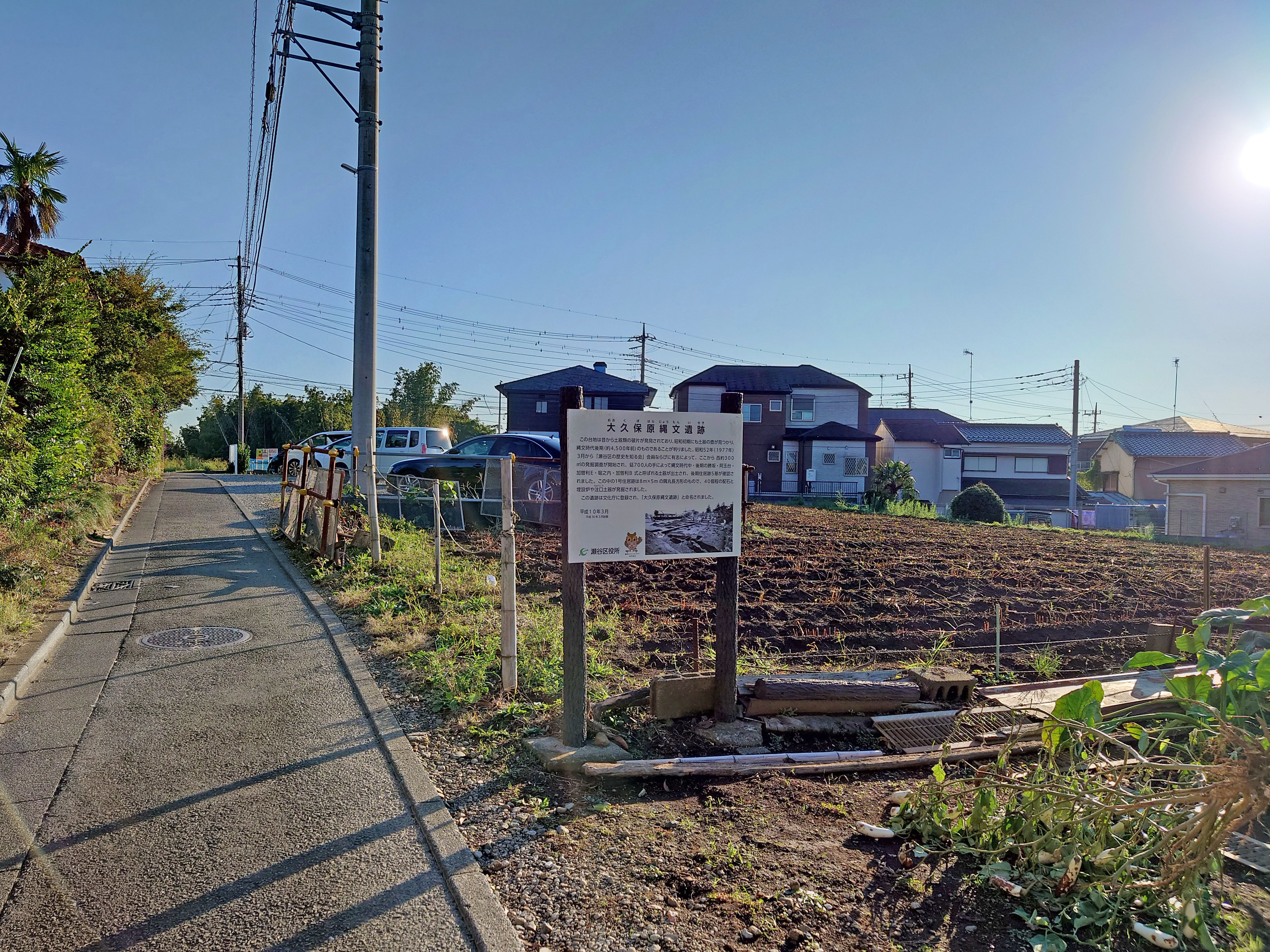
大久保原遺跡の解説板。

大久保原遺跡（おおくぼはらいせき）、または大久保原縄文遺跡（おおくぼはらじょうもんいせき）は、神奈川県横浜市瀬谷区の阿久和南（旧阿久和町域）2丁目から4丁目にかけて所在する縄文時代後期の集落を中心とする複合遺跡。遺構面の大半は地下に埋没しており未調査だが、一部で発掘調査が実施されている。

## 概要
阿久和川右岸に広がる台地上の、阿久和南2丁目〜4丁目にかけての範囲に分布している。2004年（平成16年）発行『横浜市文化財地図』上では周知の埋蔵文化財包蔵地「瀬谷区No.48遺跡」として登載され、南北600メートル×東西600メートルという広い範囲が包蔵地として周知されている。なお、同地図上では、縄文時代前期・中期・後期と、弥生時代後期にかけての遺跡となっている。
古くから縄文時代中期の釣手土器などの遺物が採取され、遺跡の存在が知られていたが、周辺の急速な都市化に伴い、未調査のままでの遺跡消滅が懸念されていた。このため、地元の郷土史団体「瀬谷区の歴史を知る会」が「大久保原遺跡調査団」を組織し、1977年（昭和52年）と1978年（昭和53年）に、2次に亘る調査を旧阿久和町2633〜7番地内で実施した（調査面積約700平方メートル）。
第1次調査は1977年（昭和52年）3月7日〜7月31日にかけて実施され、縄文時代後期（堀之内式土器・加曽利B式土器期）に属する竪穴建物跡5棟のほか、土坑1基とピット群を検出した。竪穴建物のうち、1棟では床面で配石が検出された。
第2次調査は1978年（昭和53年）7月1日〜8月28日にかけて実施され、7棟の竪穴建物跡のほか、土坑7基が検出された。また、現地では、かつて縄文時代以降の時代に属すると見られる塚が存在したと伝えられてきたが、当調査の際、塚の跡地と伝わる付近から周溝状の円形の溝がわずかに検出された。
縄文土器は中期から後期にかけてのものが検出されたが、竪穴建物などの各種遺構は後期に属し、明確に中期に遡る遺構は確認されていない。その他の遺物として、土製品（土製円盤）や各種石器（打製石斧・磨製石斧・石鏃など）が検出されている。
現在、遺跡は地中に埋没しており、遺構検出面を見られる施設等は存在しないが、解説看板が建てられている。